# Toy Soldiers
Toy Soldiers é um filme americano dirigido por Daniel Petrie Jr. e lançado em 1991.